# Tropical Tribute to the Beatles
Tropical Tribute To The Beatles est un album sorti en 1996 dans lequel des vedettes de la musique latine (dont les plus grandes stars telles Tito Puente, Celia Cruz, Cheo Feliciano, Tito Nieves, Oscar D'León, José Alberto, dit El Canario...) rendent hommage aux Beatles à travers des reprises façon « salsa » — il y a aussi une bachata et un merengue : ces genres et d’autres sont regroupés sous le terme marketing Tropical.
L’album est sorti en 1996 chez RMM Records (la maison de disques de Ralph Mercado), produit par Oscar Gomez (distribué par Bellaphon et Uni Distribution).
Les morceaux ont été arrangés par Steve Roistein et certaines paroles adaptées en espagnol par Jorge Córcega (qui avait adapté en espagnol les paroles d’Adamo).
Un concert a eu lieu à New York au Radio City Music Hall (sorti en DVD), et il y a aussi eu une tournée qui est passée en Espagne en juillet 1996 (Arènes de Valence le 18, Madrid le 23, Coliseum de La Corogne le 24, Barcelone le 25).

## Contenu

### Version CD
1. Hey Jude - Tony Vega 5:30
2. Let It Be - Tito Nieves & Tito Puente 5:20
3. Can't Buy Me Love (No Puedes Comprarme) - Guianko 4:39
4. A Hard Day's Night - Johnny Rivera 5:02
5. Ob-La-Di, Ob-La-Da (adaptée en espagnol) - Celia Cruz 4:45
6. The Fool on the Hill - Ray Sepulveda 4:31
7. I Want To Hold Your Hand (Tu Mano Cogeré) - Manny Manuel (merengue) 4:29
8. Day Tripper - Domingo Quiñones 4:18
9. Lady Madonna (adaptée en espagnol) - Oscar D'León 4:49
10. With a Little Help from My Friends (La Ayuda De La Amistad) - Jesus Enriquez & Miles Peña 5:07
11. Yesterday - Cheo Feliciano 4:54
12. And I Love Her (Un Gran Amor Le Di) - Jose Alberto El Canario (bachata) 3:17
13. Come Together (Venir Juntos) - Tous les artistes réunis 5:58

### Version DVD, en concert auRadio City Music Hall
1. Eleonor Rigby / Magical Mystery Tour - Isidro Infante y la Orquesta RMM
2. With a Little Help from My Friends (La Ayuda De La Amistad) - Miles Peña / Jorge Enriquez
3. A Hard Day's Night - Frankie Morales
4. Day Tripper - David Novello
5. Can't Buy Me Love (No Puedes Comprarme) - Guianko
6. The Fool on the Hill - Ray Sepúlveda
7. Let It Be - Tito Puente / Tito Nieves
8. And I Love Her - Jose Alberto El Canario
9. I Want To Hold Your Hand (Tu Mano Cogeré) - Ravel
10. Lady Madonna - Oscar D’Leon
11. Hey Jude - Tony Vega
12. Yesterday - Cheo Feliciano
13. Ob-La-Di, Ob-La-Da - Celia Cruz

Durée totale : 1 heure 10 minutes

## La pochette
Elle s’inspire de la pochette de Sgt. Pepper's Lonely Hearts Club Band.
Trois personnages sont représentés avec une taille plus grande que les autres : Tito Puente (en bas, au centre), et, au centre, Celia Cruz (à gauche) et Oscar D'León (à droite).
Liste des personnages :
Interprètes de l’album :
- Celia Cruz
- Tito Nieves
- Guianko
- Ray Sepúlveda
- Johnny Rivera
- Domingo Quiñones
- Jesús Enriquez
- Tito Puente
- Miles Peña
- Cheo Feliciano
- Manny Manuel
- Tony Vega
- Jose Alberto El Canario
- Oscar D'León

Grandes figures de la musique latine :
- Chivirico Dávila
- Louie Ramírez
- Charlie Palmieri
- Francisco "Kako" Bastar
- Rafael Cortijo
- La Lupe
- Beny Moré
- Bobby Capó
- Ismael Rivera
- Arsenio Rodríguez
- Dizzy Gillespie
- Chambo Silva
- Chano Pozo
- Mario Bauzá
- Francisco Machito Grillo
- Xavier Cugat
- Daniel Santos
- Héctor Lavoe
- Vicentico Valdés
- Miguelito Valdés
- Desi Arnaz
- Tito Rodríguez
- Pellín Rodríguez
- Mon Rivera
- Pérez Prado

## Musiciens
- Steve Roistein : piano, synthétiseurs
- Ed Calle : saxophone
- Tony Conception : trompette
- Dana Teboe : trombone
- Rene Luis Toledo : guitare
- Chema Moncillo : Basse
- Sammy Timbalon Pagan, Oscar Gomez : percussions
- Cheito Quiñones, Steve Roistein, Oscar Gomez, Rosa Giron, Jose Morato, Juan Canovas : chœurs

Sur le merengue I want to hold your hand (Tu Mano Cogere) :
- Rafael Rojas : congas
- Yuni Brito : tambora